# بخش مرکزی شهرستان رودسر
بخش مرکزی شهرستان رودسر یکی از بخش‌های شهرستان رودسر در استان گیلان در شمال ایران است.

## تقسیمات کشوری
- بخش مرکزی شهرستان رودسر
  - دهستان چینی‌جان
  - دهستان رضامحله

شهرها: رودسر

## جمعیت
بنابر سرشماری مرکز آمار ایران، جمعیت بخش مرکزی شهرستان رودسر در سال ۱۳۸۵ برابر با ۵۸۱۴۷ نفر بوده‌است.